# Udoji United Football Club
Maillots
Udoji United Football Club est un club nigérian de football, fondé à Enugu puis déplacé à Awka. Il n'existe que pendant dix ans, entre 1990 et 2000, gagnant son seul titre en 1996 avec le championnat du Nigéria.

## Historique
Fondé en 1990 à Enugu, le club découvre la première division nigériane lors de la saison 1992, qu'il achève à la 4e place du classement. Quatre ans plus tard, Udoji United est sacré champion du Nigeria et obtient sa qualification pour la seule et unique compétition continentale de son histoire. Il parvient ainsi jusqu'en huitièmes de finale de la Ligue des champions, éliminé par le club algérien de l'USM Alger. La suite est beaucoup plus difficile pour la formation d'Akwa puisqu'elle est reléguée en 1998 en deuxième division. Udoji United parvient à remonter immédiatement en première division pour disputer la dernière saison en First Division League de l'histoire du club. Il est une nouvelle fois relégué et est dissous peu de temps après.

## Palmarès
- Championnat du Nigeria :
  - Champion en 1996